# ABN AMRO World Tennis Tournament 2007
ABN AMRO World Tennis Tournament 2007 — тенісний турнір, що проходив на кортах з твердим покриттям у місті Роттердам, Нідерланди з 19 лютого . Належав до категорії International Series Gold, був турніром серії Rotterdam Open 2007 року.

## Фінальна частина

### Одиночний розряд
Михайло Южний —  Іван Любичич 6–2, 6–4

### Парний розряд
Мартін Дамм /  Леандер Паес —  Андрей Павел /  Александер Васке 6–3, 6–7(5–7), [10–7]